# Ursula Boese

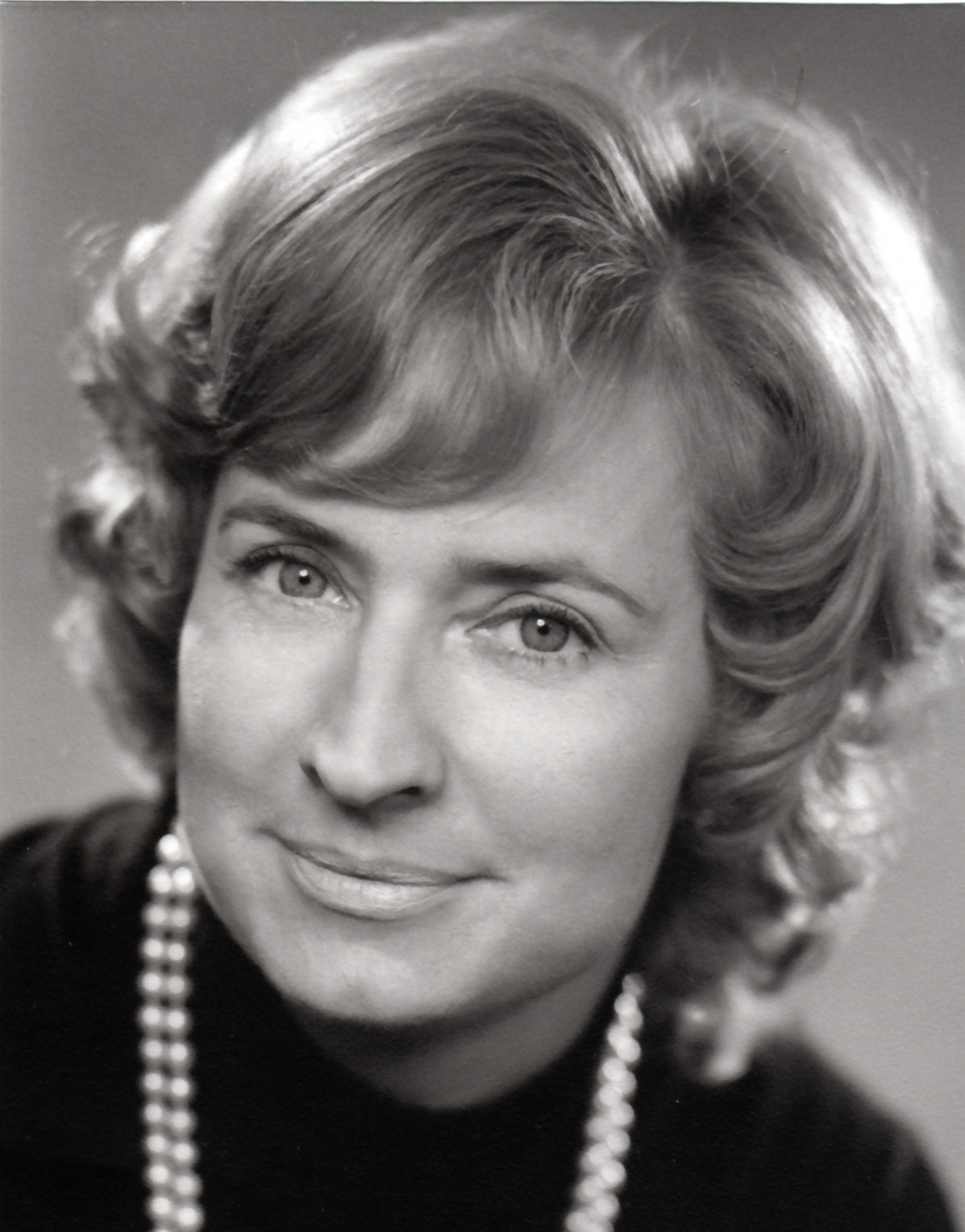
Ursula Boese

Ursula Boese (* 27. Juli 1928 in Hamburg; † 25. Oktober 2016 ebenda) war eine deutsche Opernsängerin (Alt). Sie war langjähriges Ensemblemitglied der Hamburgischen Staatsoper und Hamburger Kammersängerin.

## Leben
Sie studierte an der Musikhochschule Hamburg (Abschluss mit Diplom) und begann noch während ihrer Ausbildung 1954 ihre Tätigkeit als Konzertaltistin. Erste Erfolge hatte sie als Interpretin von Oratorien und Passionen (insbesondere von Johann Sebastian Bach und Georg Friedrich Händel).
1958 gab sie bei den Bayreuther Festspielen ihr Bühnendebüt als Floßhilde und 2. Norn im Ring-Zyklus unter der Leitung von Hans Knappertsbusch. Danach wirkte sie jeden Sommer in verschiedenen Rollen bis zur Neuinszenierung Der Ring des Nibelungen durch Wieland Wagner 1965 mit, wo sie als Fricka in Rheingold und Walküre auftrat.
1960 wurde sie Mitglied der Hamburgischen Staatsoper, wo sie bis zur Pensionierung 1993 sang.

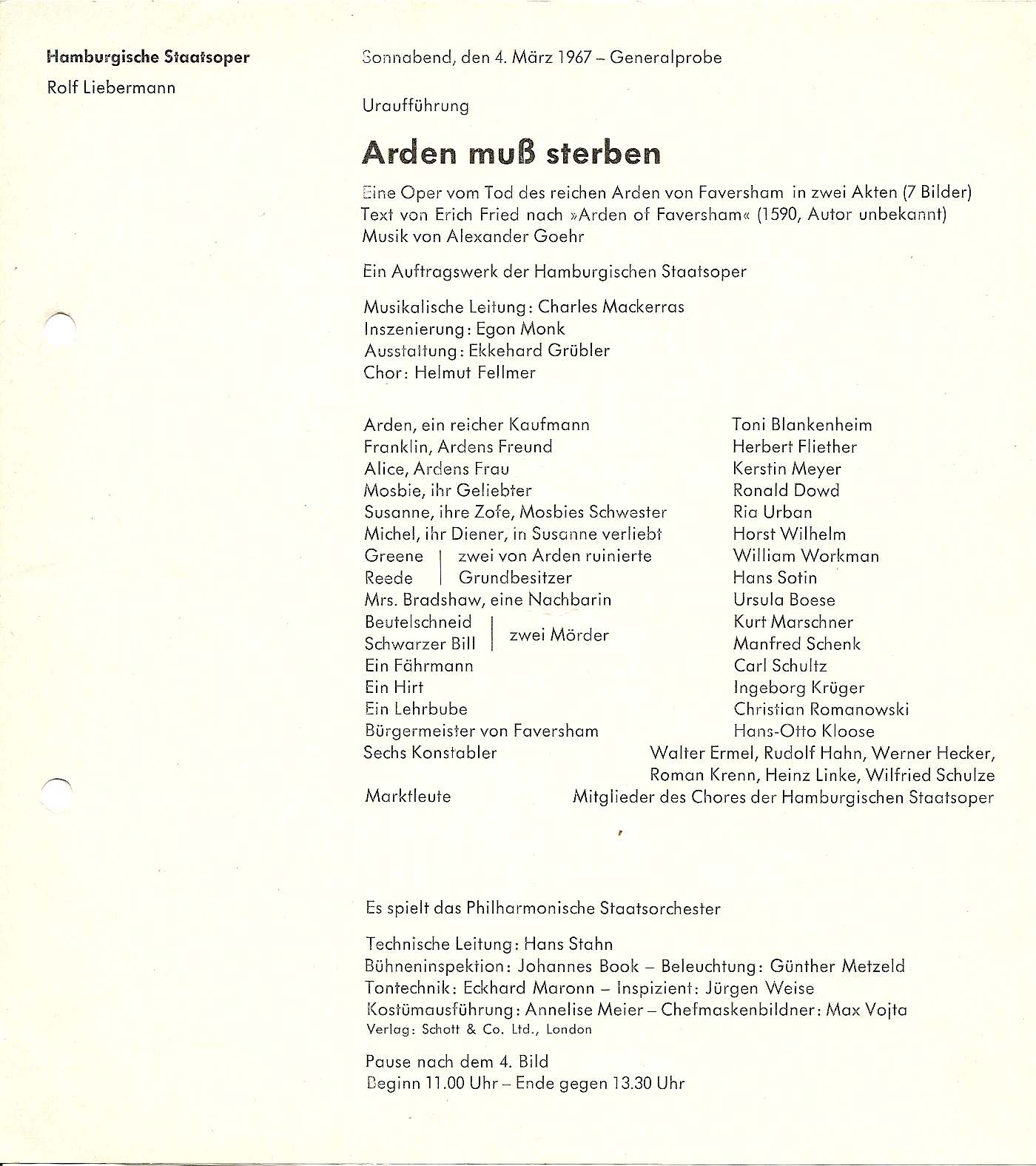
Besetzungszettel der 1967 uraufgeführten Oper "Arden muß sterben"

Sie hatte Gastspiele an der Londoner Covent Garden Opera, an der Oper von Rom, in Venedig, in Turin, am Teatro Colón von Buenos Aires, an der Opera Chicago, am Gran Teatre del Liceu in Barcelona, an der Staatsoper Wien und an der Grand Opéra Paris. Boese sang bei den Festspielen in Edinburgh und beim Holland Festival. Mit dem Hamburger Ensemble gastierte sie in Florenz, an der Metropolitan Oper New York, an der Opéra de Montréal, am Mariinski-Theater in Sankt Petersburg, in Moskau, in Tokio und an der Mailänder Scala.
Außerdem wirkte sie bei Uraufführungen in Hamburg mit. 1968 sang sie, in San Francisco, in einer Aufführung von Strawinskys "Oedipus Rex" die Jocaste in Anwesenheit des Komponisten, 1969 als Partnerin der Primadonna Joan Sutherland in 'Giulio Cesare' von Händel, 1970 gab sie mehrere Mahler-Konzerte, Dirigent Zubin Mehta, in Israel. 1973 wirkte sie mit Luciano Pavarotti und Sherrill Milnes als Ulrica in der Hamburger Neuinszenierung des Maskenball mit.
Am 21. Mai 1969 wurde ihr der Titel Hamburger Kammersängerin verliehen. Die Urkunde übergab ihr Rolf Liebermann.
Ursula Boese heiratete am 1. Juli 1960 Gerhard Arnoldi. Die Ehe blieb kinderlos und wurde im Februar 1972 geschieden.

## Opernrepertoire (Auswahl)
| Werk                         | Komponist                     | Partie                | Datum              | Ort                                                                                             | Bemerkung                                          |
| ---------------------------- | ----------------------------- | --------------------- | ------------------ | ----------------------------------------------------------------------------------------------- | -------------------------------------------------- |
| Pelléas et Mélisande         | Claude Debussy                | Geneviève             |                    | Hamburgische Staatsoper, Teatro Regio di Torino                                                 | in Deutsch und Französisch                         |
| Orpheus und Eurydike         | Christoph Willibald von Gluck | Orpheus               | 16. November 1963  | Hamburgische Staatsoper, Volksoper Wien                                                         | Ni in Hamburg                                      |
| Arden muß sterben            | Alexander Goehr               | Mrs. Bradshaw         | 5. März 1967       | Hamburgische Staatsoper                                                                         | UA                                                 |
| Jephta                       | Georg Friedrich Händel        | Storge                |                    | Hamburgische Staatsoper                                                                         | Ni                                                 |
| Giulio Cesare                | Georg Friedrich Händel        | Cornelia              | 9. November 1969   | Hamburgische Staatsoper                                                                         | Ni – mit Joan Sutherland                           |
| Hilfe, Hilfe, die Globolinks | Gian Carlo Menotti            | Miss Penelope Newkirk | 21. Dezember 1968  | Hamburgische Staatsoper                                                                         | UA                                                 |
| Chowanschtschina             | Modest Petrowitsch Mussorgski | Marfa                 | 6. März 1963       | Oper Frankfurt, Hamburgische Staatsoper                                                         | Ni                                                 |
| Hoffmanns Erzählungen        | Jacques Offenbach             | Mutter                |                    | Hamburgische Staatsoper                                                                         |                                                    |
| Samson und Dalila            | Camille Saint-Saëns           | Dalila                |                    |                                                                                                 |                                                    |
| Daphne                       | Richard Strauss               | Gaea                  |                    |                                                                                                 |                                                    |
| Elektra                      | Richard Strauss               | Klytämnestra          | 1975               | Gran Teatre del Liceu, Chicago Opera                                                            | Ni in Barcelona und Chicago                        |
| Oedipus Rex                  | Igor Fjodorowitsch Strawinski | Jocaste               | 12. Juni 1963      | Hamburgische Staatsoper, Teatro alla Scala                                                      |                                                    |
| Maskenball                   | Giuseppe Verdi                | Ulrica                |                    | Hamburgische Staatsoper                                                                         | u. a. auch mit Pavarotti und Milnes in Italienisch |
| Rigoletto                    | Giuseppe Verdi                | Maddalena             | 13. Mai 1962       | Hamburgische Staatsoper                                                                         | u. a. auch mit Pavarotti in Italienisch            |
| Der Troubadour               | Giuseppe Verdi                | Azucena               | 1963               | Hamburgische Staatsoper                                                                         | auch in Italienisch                                |
| Nabucco                      | Giuseppe Verdi                | Fenena                | 13. September 1963 | Hamburgische Staatsoper                                                                         |                                                    |
| Das Rheingold                | Richard Wagner                | Fricka                |                    | Hamburgische Staatsoper, Bayreuther Festspiele, Teatro Colón de Buenos Aires                    |                                                    |
| Das Rheingold                | Richard Wagner                | Erda                  |                    | Hamburgische Staatsoper, Chicago Opera                                                          |                                                    |
| Die Walküre                  | Richard Wagner                | Fricka                |                    | Hamburgische Staatsoper, Bayreuther Festspiele, Teatro Colón de Buenos Aires                    |                                                    |
| Siegfried                    | Richard Wagner                | Erda                  |                    | Hamburgische Staatsoper, Teatro Carlo Felice                                                    |                                                    |
| Götterdämmerung              | Richard Wagner                | 1. Norn               | 12. Juni 1960      | Hamburgische Staatsoper, Wiener Staatsoper                                                      |                                                    |
| Götterdämmerung              | Richard Wagner                | Waltraute             |                    | Royal Opera House, Hamburgische Staatsoper, Gran Teatre del Liceu, Teatro Colón de Buenos Aires |                                                    |
| Der Fliegende Holländer      | Richard Wagner                | Mary                  | 17. Mai 1961       | Hamburgische Staatsoper, Venedig                                                                | 150 mal                                            |
| Meistersinger                | Richard Wagner                | Magdalene             | 26. Dezember 1962  | Hamburgische Staatsoper                                                                         |                                                    |
| Die Reise                    | Lars Johan Werle              |                       | 2. März 1969       | Hamburgische Staatsoper                                                                         | UA                                                 |
| Die wundersame Schustersfrau | Udo Zimmermann                |                       | 25. April 1982     | Schloßtheater Schwetzingen                                                                      | UA                                                 |
| Zar und Zimmermann           | Albert Lortzing               | Witwe Browe           | 1969               | Hamburgische Staatsoper                                                                         |                                                    |

## Auszug aus dem Konzertrepertoire
| Werk                                           | Komponist                   | Bemerkung |
| ---------------------------------------------- | --------------------------- | --- |
| Drei Lieder für Alt und Orchester              | Gerhard Arnoldi             | Nach Texten von Nelly Sachs |
| Matthäuspassion                                | Johann Sebastian Bach       | |
| Johannespassion                                | Johann Sebastian Bach       | |
| Weihnachtsoratorium                            | Johann Sebastian Bach       | 2. Schallplatte bei Firma MMS |
| h-Moll-Messe                                   | Johann Sebastian Bach       | |
| Widerstehe doch der Sünde – Solokantate Nr. 54 | Johann Sebastian Bach       | |
| Sinfonie Nr. 9 D-Moll                          | Ludwig van Beethoven        | op. 125 "Chorale" mit Wilma Lipp, Ursula Boese, Fritz Wunderlich, Franz Crass, Wiener Singverein, Otto Klemperer, London Philharmonic Orchestra, Schallplattenaufnahme, Wien 1960 |
| Missa solemnis                                 | Ludwig van Beethoven        | |
| Alt-Rhapsodie                                  | Johannes Brahms             | op. 53: Alt-Rhapsodie (Fragment aus Goethes "Harzreise im Winter" (1869)) |
| Stabat mater                                   | Antonín Dvořák              | op. 58 (1876 / Instrumentation 1877) |
| Biblische Lieder                               | Antonín Dvořák              | op. 99, Westdeutscher Rundfunk Köln |
| Der Messias                                    | Georg Friedrich Händel      | auch in Englisch |
| Belsazar                                       | Georg Friedrich Händel      | |
| Jephtha                                        | Georg Friedrich Händel      | |
| Israel in Ägypten                              | Georg Friedrich Händel      | |
| 1. Symphonie                                   | Karl Amadeus Hartmann       | |
| Giraudoux-Kantate                              | Rolf Liebermann             | |
| 2. Sinfonie                                    | Gustav Mahler               | |
| 3. Sinfonie                                    | Gustav Mahler               | |
| 8. Sinfonie                                    | Gustav Mahler               | |
| Das klagende Lied                              | Gustav Mahler               | |
| Das Lied von der Erde                          | Gustav Mahler               | |
| Kindertotenlieder                              | Gustav Mahler               | |
| Orchesterlieder                                | Gustav Mahler               | |
| Elias                                          | Felix Mendelssohn Bartholdy | |
| Paulus                                         | Felix Mendelssohn Bartholdy | |
| Konzertarie KV. 255                            | Wolfgang Amadeus Mozart     | |
| Les Noces                                      | Igor Stravinsky             | |
| Gloria                                         | Antonio Vivaldi             | |
| Wesendonck-Lieder                              | Richard Wagner              | |

Dirigenten
| Ernest Ansermet        | Josef Krips                   |
| Karl Böhm              | Rafael Kubelík                |
| Christoph von Dohnányi | Leopold Ludwig                |
| Carlo Maria Giulini    | Zubin Mehta                   |
| Eugen Jochum           | Wolfgang Sawallisch           |
| Herbert von Karajan    | Hans Schmidt-Isserstedt       |
| Joseph Keilberth       | Igor Fjodorowitsch Strawinski |
| Rudolf Kempe           | Christian Thielemann          |
| Otto Klemperer         | Pierre Boulez                 |
| Hans Knappertsbusch    | Heinz Wallberg                |
| Franz Konwitschny      | Charles Mackerras             |

## Diskografie (Auswahl)
Schallplatten:
- Salome von Richard Strauss – Mitschnitt der Premiere an der Hamburgischen Staatsoper, DG 2707 052
- Lulu von Alban Berg, Aufnahme der vervollständigten Oper im Anschluss an die Pariser UA 1979, DG 2711 024
- Ein Sommernachtstraum von Mendelssohn-Bartholdy, DG 138 959
- Der Evangelimann von Wilhelm Kienzl, DG 136 427, DG 2537 036 (1965)
- Mikado von Gilbert und Sullivan, Allegro Royale 1574-1575 (1954)
- Da unten im Tale von Brahms u. a., Falcon L-ST 7052
- L'oro del Reno von Richard Wagner, Fratelli Fabbri Editori, Milano 25. Juni 1969
- Parsifal von Richard Wagner, Philips A 02342/46 L 835 220/24 AY, Bayreuth 1962
- Die Teufel von Loudun von Penderecki, Philips 6700 042, Hamburg 1969
- Das Rheingold von Richard Wagner, Melodram 586(3) (1982), Bayreuth 1958
- Götterdämmerung von Richard Wagner, Melodram 589(5) (1982), Bayreuth 1958

Audio-CD
- Symphony No. 9 von Ludwig van Beethoven, Classica D'oro, Wien 1960

Filme:
- Help, Help, the Globolinks! – Hamburg State Opera 1969, EAN-Nummer: 0807280128192, Studio: Arthaus Musik, Vertrieb: Kinowelt Home Entertainment, Veröffentlichung: 5. Februar 2007 [Kauf-DVD]

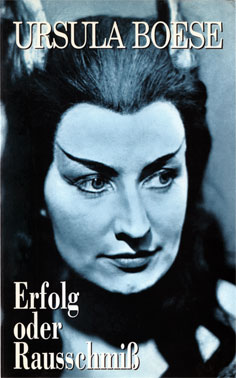
U. Boese 1993 – Erfolg oder Rausschmiß: auf den Opernbühnen von Bayreuth, Hamburg, Paris…

- Zar und Zimmermann – Hamburg State Opera 1969, EAN-Nummer: 0807280126990, Studio: Arthaus Musik, Vertrieb: Kinowelt Home Entertainment, Veröffentlichung: 8. Januar 2007 [Kauf-DVD]
- Die Meistersinger von Nürnberg – Hamburg State Opera 1970, EAN-Nummer: 0807280127393, Studio: Arthaus Musik, Vertrieb: Kinowelt Home Entertainment, Veröffentlichung: 5. Februar 2007 [Kauf-DVD]
- Arabella – Hamburg Film 1970 – DVD 5693

## Autobiografisches Werk
- Ursula Boese. Erfolg oder Rausschmiß. Auf den Opernbühnen von Bayreuth, Hamburg, Paris… U. Boese, Hamburg 1993 (140 Seiten)

## Bilder

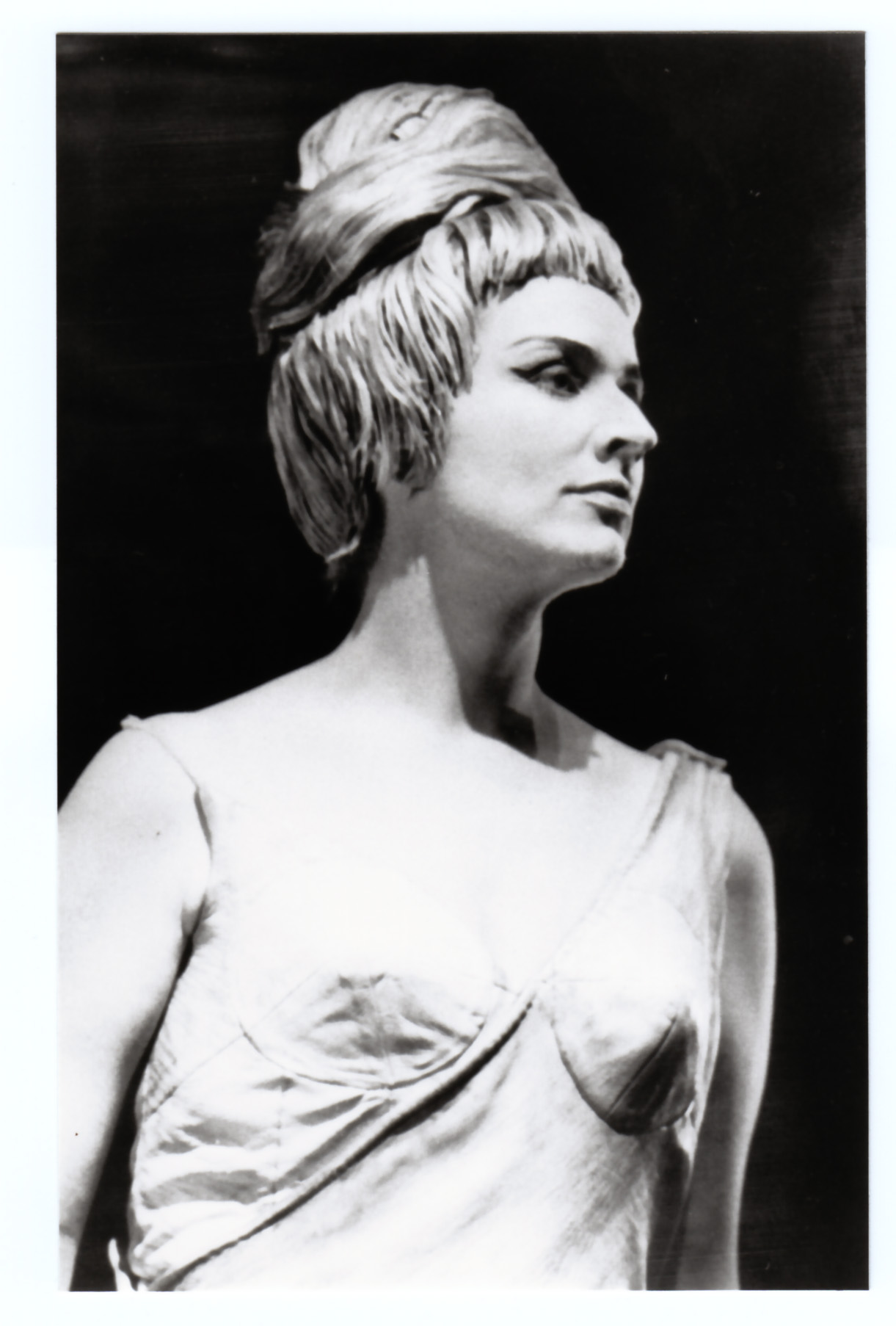
Als "Fricka" in Rheingold, Bayreuth 1965
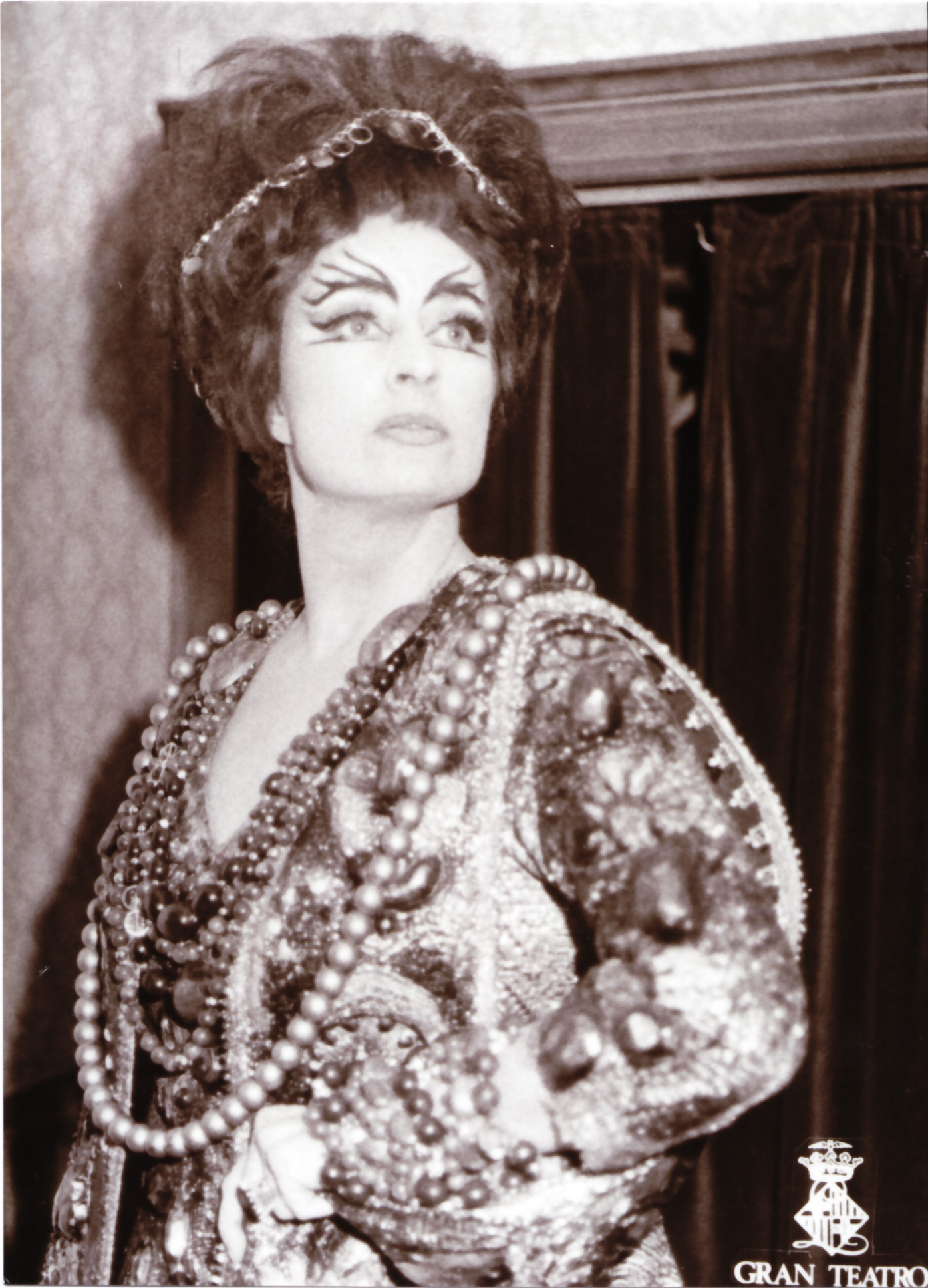
Premiere "Elektra", als "Klytämnestra", Barcelona Januar 1975
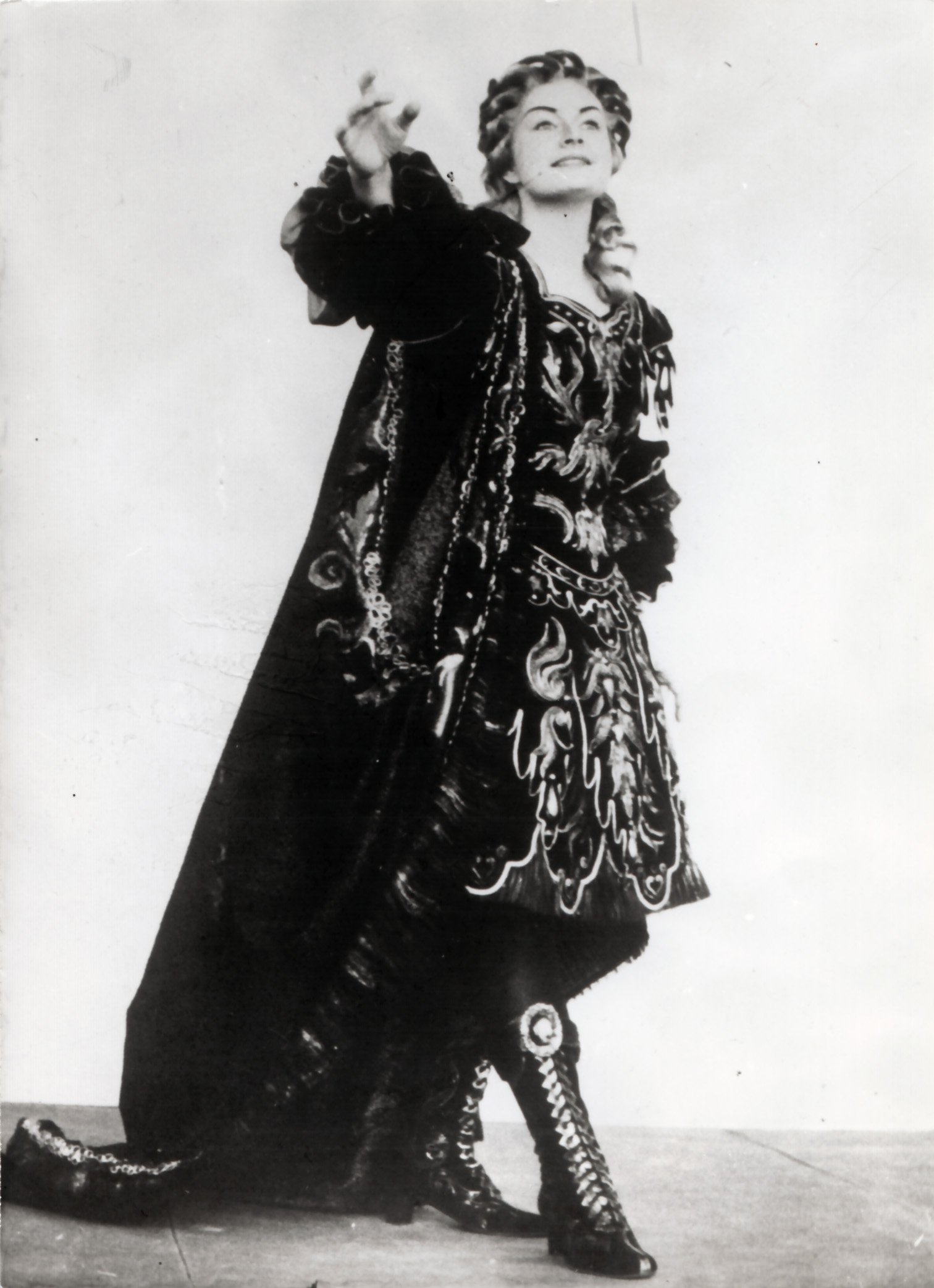
Als "Orpheus", Hamburg 1963
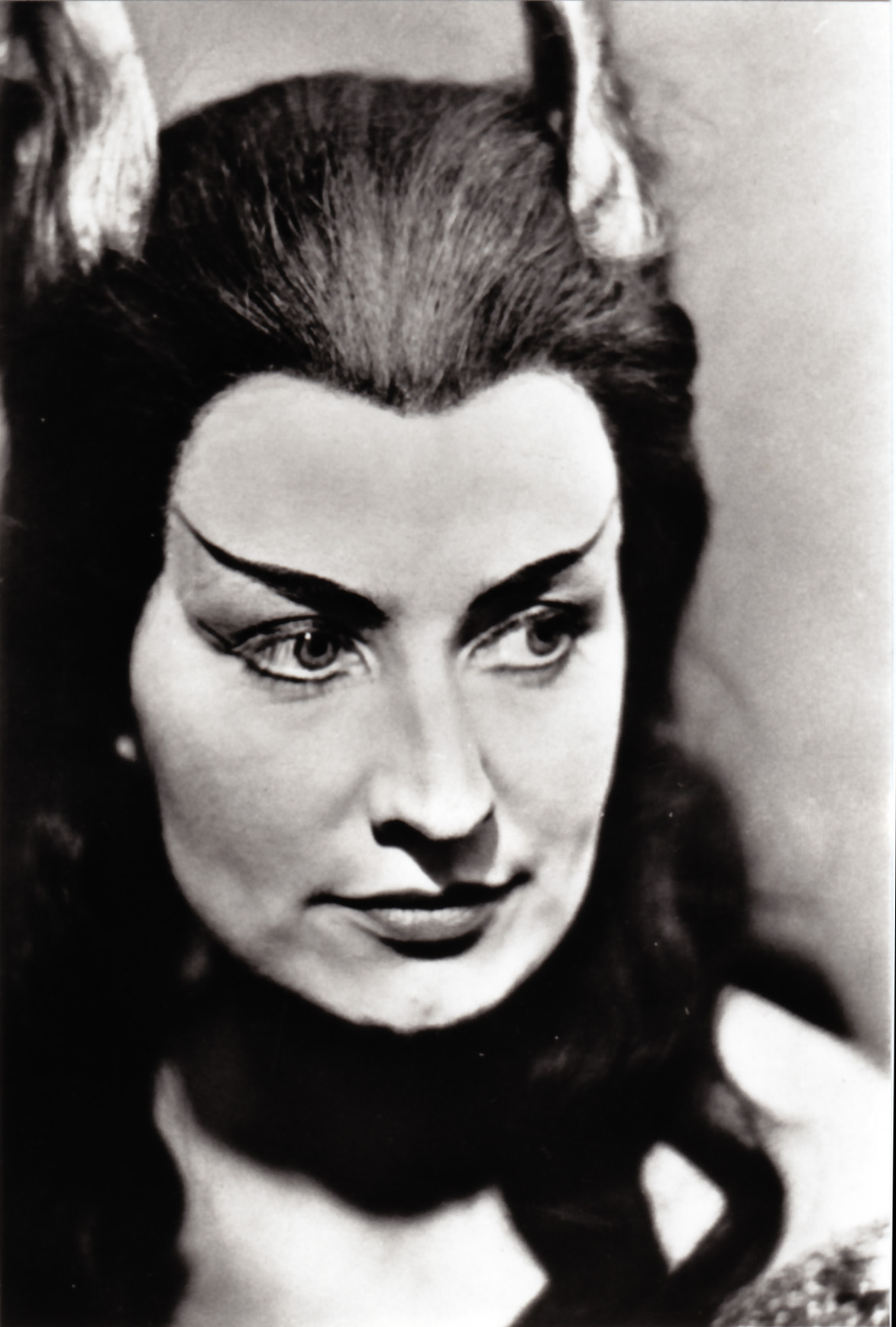
"Waltraute" in Götterdämmerung, Hamburg
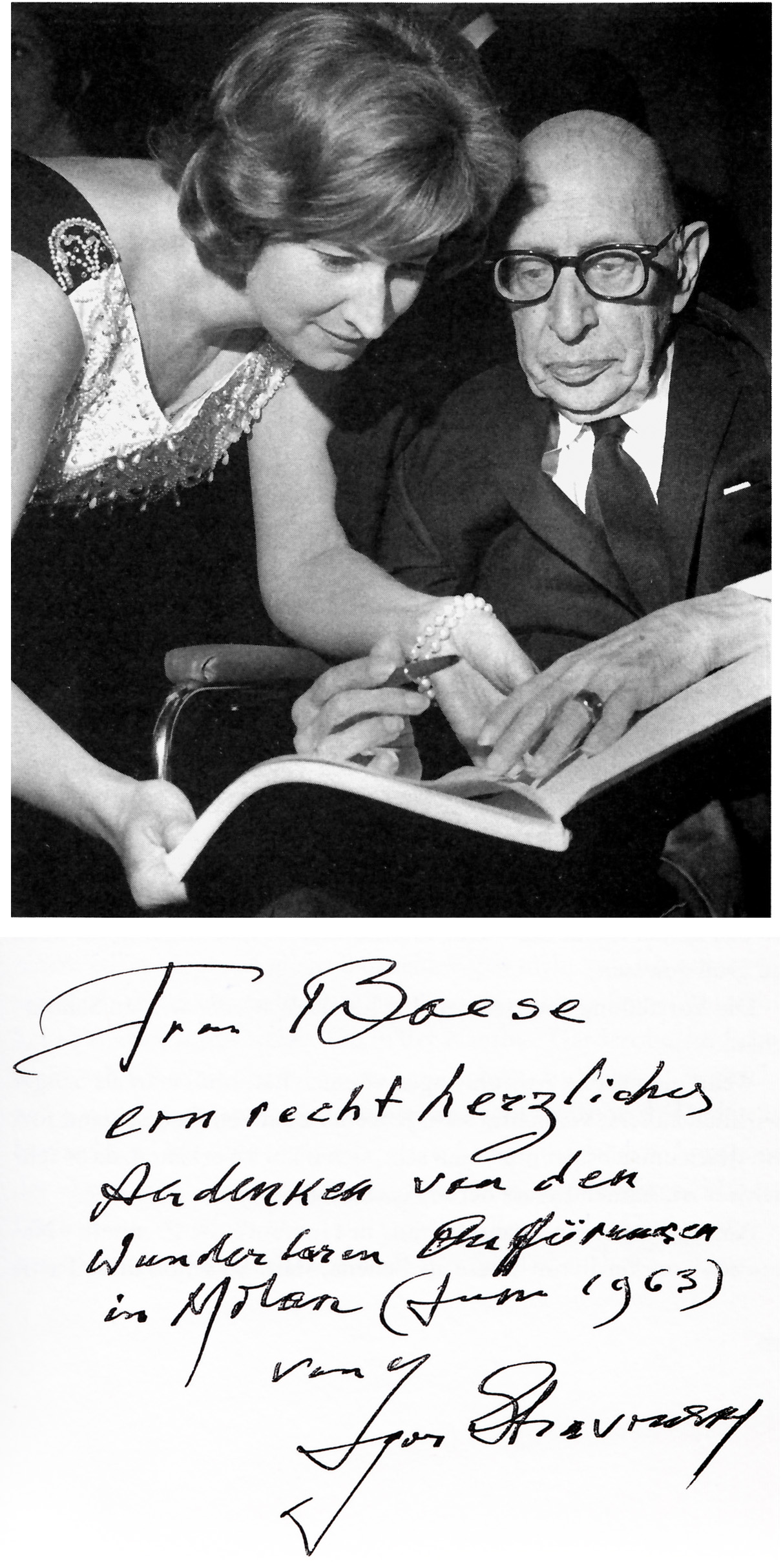
Ursula Boese (als Jocaste) mit Igor Strawinsky nach der Premiere von "Oedipus Rex" in der Mailänder Scala, 12. Juni 1963